# Matt Blair
Matt Blair (Hilo, 20 settembre 1950 – 22 ottobre 2020) è stato un giocatore di football americano statunitense che ha giocato nel ruolo di linebacker per i Minnesota Vikings della National Football League. Scelto come 51º assoluto al Draft NFL 1974, Blair aveva in precedenza giocato a football presso il Northeastern Oklahoma A&M College prima e la Iowa State University poi.

## Carriera universitaria
Dopo aver girato vissuto in molti stati degli Stati Uniti ed in Europa (Spagna, Idaho, Texas ed Ohio) a seguito del padre che lavorava nelle Forze Aeree statunitensi, Blair frequentò il Northeastern Oklahoma A&M College, un junior college dove giocò anche a basket e, con la cui squadra di football americano, nel 1969 si laureò campione NJCAA. Nel 1971 passò gli Iowa State Cyclones con i quali, a dispetto della sconfitta al Sun Bowl contro LSU, fu nominato Defensive MVP della partita. Nel 1972 un infortunio al ginocchio lo tenne fermo per tutta la stagione agonistica, ma Blair tornò alla grande nel 1973, anno in cui mettendo a segno 77 tackle, 1 intercetto e 3 fumble ricoperti fu nominato All-American e Conference Player of the Week (contro Missouri), inserito nel First Team All-Conference ed invitato a giocare nell'Hula Bowl, nell'East-West Shrine Game e nel Senior Bowl.

### Vittorie e premi

#### Università
- Campione NJCAA: 1

NEO Golden Norseman: 1969

### Individuale
- Sun Bowl Defensive MVP: 1

1971
- All-American: 1

1973
- First-Team All-Big 8: 1

1973
- Convocazioni al Senior Bowl: 1

1974
- Iowa State University Hall of Fame (Classe del 1999)

## Carriera professionistica

### Minnesota Vikings
Selezionato al secondo giro del Draft NFL 1974 come 51º assoluto da parte dei Minnesota Vikings, principalmente a causa dell'infortunio al ginocchio che contribuì a far scendere le sue quotazioni nel Draft, Blair si distinse fin dall'inizio tra i professionisti come un linebacker estremamente veloce e particolarmente abile nel bloccare i punt, specialità nella quale diede prova di sé già nel Super Bowl IX, durante il quale ne bloccò uno dei Pittsburgh Steelers che, recuperato dal compagno di squadra Ted Brown, permise ai Vikings di segnare il touchdown del momentaneo 9-6 che teneva la franchigia del Minnesota a soli 3 punti da Pittsburgh. Un fatto curioso lega quest'episodio a due suoi compagni di stanza, Reggie Harrison ai tempi di Iowa e Fred McNeill con Minnesota: entrambi bloccheranno nei due Super Bowl seguenti un punt a testa, Harrison contro i Cowboys al Super Bowl X e McNeill contro i Raiders al Super Bowl XI. Nel 1975 giocò prevalentemente come riserva, mentre l'anno seguente ottenne il ruolo di outside linebacker titolare, e con 5 fumble ricoperti e 2 intercetti, ma soprattutto con l'ennesimo calcio bloccato (questa volta un field goal) che il cornerback dei Vikings Bobby Bryant ritornò in touchdown per 90 yard nella finale della NFC, contribuì a portare i Vikings al quarto Super Bowl della loro storia, poi perso contro gli Oakland Raiders.
L'anno seguente arrivò per Blair la prima di 6 convocazioni consecutive al Pro Bowl, mentre a livello di squadra fu l'ultima stagione competitiva per i Vikings che non riuscirono ad andare oltre la finale della NFC persa contro i Cowboys, futuri vincitori del Super Bowl. Proprio nel 1977, in un match che vedeva i Vikings opposti ai Bears al Soldier Field, mise a segno il primo touchdown in carriera, bloccando un punt di Bob Parsons subito ritornato per 10 yard.
Tra il 1978 ed il 1980, divenuto punto fisso di una difesa che andava in quegli anni via via perdendo i vari pezzi del famoso quartetto di defensive lineman noti come Purple People Eaters, Blair contribuì alla conquista di altri 3 titoli divisionali da parte dei Vikings e nel contempo alle ultime 3 post-season della sua carriera, oltre a divenire capitano della difesa. Proprio il 1980 fu forse la sua annata migliore, culminata con il primo ed unico inserimento nel First Team All-Pro, la formazione ideale dei migliori giocatori annuali della lega, e con la quarta convocazione al Pro Bowl.
Nel 1985, tormentato da un infortunio che lo limitò a sole 6 presenze, decise infine di ritirarsi con ben 1.452 tackle (secondo miglior risultato di sempre nella storia dei Vikings), 20,5 calci bloccati (miglior risultato di sempre nella storia dei Vikings) e 20 fumble ricoperti (11ª miglior prestazione di sempre in NFL) all'attivo, statistiche queste che consentirono a Blair di essere costantemente inserito in qualsiasi tipo di formazione ideale e lista della franchigia del Minnesota, oltre che di divenire nel 2012 il 20º ex-giocatore ad esser stato inserito nel Minnesota Vikings Ring of Honor.

## Palmarès

### Franchigia
- National Football Conference Championship: 2

Minnesota Vikings: 1974, 1976

### Individuale
- Convocazioni al Pro Bowl: 6

1977, 1978, 1979, 1980, 1981, 1982
- First-Team All-Pro: 1

1980
- Second-Team All-Pro: 1

1981
- First-Team All-Conference: 5

1977, 1978, 1979, 1980, 1981
- PFWA All-Rookie Team - 1974
- NFC Most Valuable Linebacker: 1

1981
- Minnesota Vikings Ring of Honor (Classe del 2012)
- Squadra ideale del 25º anniversario dei Minnesota Vikings
- Squadra ideale del 40º anniversario dei Minnesota Vikings
- I 50 più grandi Vikings

## Statistiche
Fonte: NFL.com
| Statistiche in carriera | Statistiche in carriera | Statistiche in carriera | Sack | Sack   | Intercetti | Intercetti | Intercetti | Altro |
| Anno                    | Squadra                 | Gare                    | Sack | Safety | Int        | Yard       | TD Int     | Fum F |
| ----------------------- | ----------------------- | ----------------------- | ---- | ------ | ---------- | ---------- | ---------- | ----- |
| 1974                    | Minnesota Vikings       | 14                      | ˗˗   | ˗˗     | 1          | ˗3         | 0          | ˗˗    |
| 1975                    | Minnesota Vikings       | 14                      | ˗˗   | ˗˗     | 1          | 18         | 0          | ˗˗    |
| 1976                    | Minnesota Vikings       | 14                      | ˗˗   | ˗˗     | 2          | 25         | 0          | ˗˗    |
| 1977                    | Minnesota Vikings       | 14                      | ˗˗   | 0      | 1          | 18         | 0          | ˗˗    |
| 1978                    | Minnesota Vikings       | 16                      | ˗˗   | 0      | 3          | 28         | 0          | ˗˗    |
| 1979                    | Minnesota Vikings       | 16                      | ˗˗   | ˗˗     | 3          | 32         | 0          | ˗˗    |
| 1980                    | Minnesota Vikings       | 14                      | ˗˗   | ˗˗     | 3          | 0          | 0          | ˗˗    |
| 1981                    | Minnesota Vikings       | 16                      | ˗˗   | ˗˗     | 1          | 1          | 0          | ˗˗    |
| 1982                    | Minnesota Vikings       | 9                       | 1,5  | ˗˗     | ˗˗         | ˗˗         | ˗˗         | 0     |
| 1983                    | Minnesota Vikings       | 16                      | 4,5  | ˗˗     | 1          | 0          | 0          | 0     |
| 1984                    | Minnesota Vikings       | 11                      | 1    | ˗˗     | ˗˗         | ˗˗         | ˗˗         | 0     |
| 1985                    | Minnesota Vikings       | 6                       | 1    | ˗˗     | ˗˗         | ˗˗         | ˗˗         | 0     |
| Carriera                |                         | 106                     | 8    | 0      | 16         | 116        | 0          | 0     |